# 樹さくら
樹 さくら (いつき さくら、1995年6月17日 - ）は、日本のグラビアアイドル。セルワールドエンタテイメント所属。眼鏡を着用したグラドルで知られる。愛称は「エロメガネ」。

## 経歴・人物
- 趣味・特技はイラスト、小説を読むこと、料理、モノマネ。配信で披露したことあるモノマネは、ポケットモンスターのトゲピー、ピカチュウ、フシギダネ、盛田さん(社長兼マネージャー)のTwitterのアイコン、うさぎ、チベットスナギツネなど。唯一踊れるダンスは、名探偵コナンOPの「恋はスリル、ショック、サスペンス」のパラパラ。[5][6][7]。
- 好きなアーティストはSonata Arctica。
- 好きな映画はリベリオン。
主人公が使っている架空の格闘技のガン=カタ。樹さくら告知用Twitterアカウントの名前はこれから取っている。
- 憧れの芸能人は壇蜜。
4th DVD「しずかなさくら」は憧れの壇蜜の本名「齋藤支靜加」の「しずか」と「樹さくら」の「さくら」を合わせてつけたとのこと。
- 2020/02/20に5th DVD「純潔彼女はいいなりメイド」を発売

## 作品

### DVD
- いつかさくらと…（2018年12月21日、グラッソ）
- さくらクリニック（2019年3月29日、グラッソ）
- さくらの蜜（2019年6月28日、グラッソ）
- しずかなさくら（2019年9月27日、グラッソ）
- 純潔彼女はいいなりメイド（2020年2月20日、ギルド）

### VR
- バーチャルダイブ アンニュイな君と過ごした青春の1ページ（2020年3月6日、ファンタスティカ）
- すきま時間〜働くOLの黒パンスト美脚観察〜（2020年3月13日、ファンタスティカ）
- バーチャルダイブ 専属メイドと至れり尽くせりなご奉仕生活（2020年3月20日、ファンタスティカ）
- apartment Days!樹さくら act1（2020年5月8日、ファンタスティカ）
- apartment Days!樹さくら act2（2020年5月22日、ファンタスティカ）